# Болеслав I Опольський
Болесла́в I (пол. Bolesław I; до 1254/1258 — 14 травня 1313) — князь опольський (1281—1313). Представник роду Верхньосілезьких П'ястів. Син опольського князя Володислава І. Зайняв трон після смерті батька. Батько опольського князя Болеслава ІІ. Також — Бо́лько І (пол. Bolko I).

## Імена
- Болесла́в I (пол. Bolesław I) — у польській історіографії, з тронним номером.
- Болько І (пол. Bolko I) — у тогочасних документах.
- Болесла́в I Опольський (нім. Boleslaw I. von Oppeln) — за назвою князівства.
- Болеслав Володиславович — ім'я з патронімом.

## Біографія
Походив з роду Сілезьких П'ястів. Син Владислава, князя Опольсько-Ратиборського, й Євфемії (доньки Владислава Одонича, князя Великопольського). Народився між 1254 та 1258 роками. 1277 року Болеслав стає співволодарем свого батька. У 1281 аббо 1282 році після смерті князя Владислава разом зі старшим братом Казимиром Битомськимм отримав в спільне володіння Опольсько-Битомське князівство. У 1284 після розділу князівства між братами Болеслав став володарем Опольського князівства, отримавши у володіння Ополе, Немодлін і Стшельце.
Разом з братами Мешко I Тешинським і Пшемиславом Ратиборським став союзником Генрика IV Праведного, князя Вроцлавського. У 1288 році, коли після смерті верховного князя польського Лешека II Чорного на краківський престол стали претендувати Генріх IV Праведний і Болеслав II Мазовецький, Болеслав I Опольський надав першому підтримку. Завдяки цьому Генрик IV зайняв Краків і став верховним князем. У лютому 1289 року в битві під Севежем військо під командуванням Владислава Локетека, Болеслава II Мазовецького, Конрада II Черського і Казимира II Ленчицького розгромило загони сілезьких князів Генріха III Глогувского, Пшемислава Сцинавського і Болеслава I Опольського. Пшемислав Сцинавський загинув, а Болеслава I Опольського було поранено і взято у полон Владиславом Локетеком. У 1290 році він за великий викуп був звільнений з полону.
У 1290 році після смерті Генріха IV, Болеслав I Опольський став орієнтуватися в своїй політиці на Богемію. 17 січня 1291 року в Оломоуці Болеслав Опольський разом з братами Мешком I Тешинськоим і Казимиром II Битомсько-Козелецьким приніс ленну присягу на вірність чеському королю Вацлаву II. Слідом за цим брав участь у поході останнього на Краків, а згодом бився у військах богемського війська за Сандомир з Владиславом Локетеком. Останній зумів завдати поразки супротивникам. Втім влітку 1291 року Вацлав II змінився, призначивши краківським старостою (за іншими відомостями гетьманом) Краківської землі Болеслава I Ополського.
У серпні 1292 році Болеслав I Опольський разом з іншими князями Верхньої Сілезії в Ополє знову визнав зверхність короля Богемії. За це отримав в лен князівство Опольське. Того ж року брав участь у військовій кампанії Вацлава II проти Владислава Локетека, який вимушений був в Сєрадзі здатися. У 1296 році на стороні Генріха III Глогувского Болеслав Опольський брав участь у військовій кампанії у Великій Польщі. У 1293 році Болеслава Опольського на посаді краківського старости змінив Гінек з Дубе.
У 1296 році війська князя Опольського підтримали Генріха III Глогувського у боротьбі за Велику Польщу (після смерті Пшемисла II) з Владиславом Локетеком. У 1297 році був присутній при коронації свого сюзерена — короля Вацлава II. У 1298 році знову стає краківським старостою.
У 1300 році князь Болеслав I Опольський брав участь у військовій кампанії чеського короля Вацлава II у Великій Польщі і був присутній при його коронації в Гнєзно. Після смерті Вацлава II у 1301 році підтримував інтереси його сина Вацлава III в Польщі. У 1305 році отримав у володіння Велюнськую землю у Великій Польщі. Після смерті Влацлава III підтримував Генріха III Глогувського у боротьбі з Владиславом Локетеком.
1311 року в Кракові відбулося повстання німців під керівництвом війта Альберта проти Владислава Локетек. Краківські повстанці закликали на допомогу князя Болеслава I Опольського. У квітні 1312 року в якості намісника від нового чеського короля Яна Люксембурзького Болеслав Опольський прибув до Кракова, але не зміг захопити королівський замок Вавель і відступив до Сілезії.
У травні 1313 року Болеслав I Опольський помер. Його володіння було поділене між його трьома синами Больком Первородним, Больком ІІ і Альбертом. 

Болько Первородний посів Немодлинське князівство, Болько ІІ — Опольське, Альберт — Стрілецьке князівство.

## Сім'я
- Батько: Володислав І, опольський князь.
- Матір: Євфимія, великопольська князівна.
- Дружина: Гремислава (Агнешка), донька белзького князя Всеволода Олександровича.

### Родовід
|  |                                      |  |  |  |  |  |  |  |  |  |  |  |  |  |  |  |
|  | 4. Казимир I, опольський князь       |  |  |  |  |  |  |  |  |  |  |  |  |  |  |  |
|  |                                      |  |  |  |  |  |  |  |  |  |  |  |  |  |  |  |
|  |                                      |  |  |  |  |  |  |  |  |  |  |  |  |  |  |  |
|  | 2. Володислав І, опольський князь    |  |  |  |  |  |  |  |  |  |  |  |  |  |  |  |
|  |                                      |  |  |  |  |  |  |  |  |  |  |  |  |  |  |  |
|  |                                      |  |  |  |  |  |  |  |  |  |  |  |  |  |  |  |
|  | 5. Велеслава, угорська князівна      |  |  |  |  |  |  |  |  |  |  |  |  |  |  |  |
|  |                                      |  |  |  |  |  |  |  |  |  |  |  |  |  |  |  |
|  |                                      |  |  |  |  |  |  |  |  |  |  |  |  |  |  |  |
|  | 1. Володислав І, опольський князь    |  |  |  |  |  |  |  |  |  |  |  |  |  |  |  |
|  |                                      |  |  |  |  |  |  |  |  |  |  |  |  |  |  |  |
|  |                                      |  |  |  |  |  |  |  |  |  |  |  |  |  |  |  |
|  | 6. Володислав, великопольський князь |  |  |  |  |  |  |  |  |  |  |  |  |  |  |  |
|  |                                      |  |  |  |  |  |  |  |  |  |  |  |  |  |  |  |
|  |                                      |  |  |  |  |  |  |  |  |  |  |  |  |  |  |  |
|  | 3. Євфимія, великопольська князівна  |  |  |  |  |  |  |  |  |  |  |  |  |  |  |  |
|  |                                      |  |  |  |  |  |  |  |  |  |  |  |  |  |  |  |
|  |                                      |  |  |  |  |  |  |  |  |  |  |  |  |  |  |  |
|  | 7. Ядвіга                            |  |  |  |  |  |  |  |  |  |  |  |  |  |  |  |
|  |                                      |  |  |  |  |  |  |  |  |  |  |  |  |  |  |  |
|  |                                      |  |  |  |  |  |  |  |  |  |  |  |  |  |  |  |